# Дора Вассерман
Дора Вассерман CM (англ. Dora Wasserman; уроджена Гольдфарб; 30 червня 1919 — 15 грудня 2003) — єврейсько-канадійська актриса, драматургиня і театральна режисерка.

## Раннє життя
Дора народилася в єврейській родині у Чернігові, наймолодша з п'ять дочок Мотла і Брохи Гольдфарб (уроджена Резнік). Її батько був слюсарем. Згодом родина переїхала до Житомирі, де пройшло дитинство Дори. Дора виросла в такому середовищі в нерелігійній сім’ї, яка розмовляла мовою ідиш. Незважаючи на те, що їдиш була дуже поширена у місті, у середній школі навчання велося російською мовою. У Житомирі Дора дізналася про театри з живими виставами та виступала в них.
Співочий талант Дори був визнаний у старшій школі, і у віці 16 років батьки відправили її вивчати музику до Москви (Радянський Союз), де дві її сестри продовжили навчання в університеті. Після навчання в Школі співу Римського-Корсакова в Москві, Дора вступила до Єврейського театру Москви (ГОСЕТ), який закінчила в 1939 році після 4 років навчання у великих майстрів, включаючи Соломона Міхоелса.
Отримавши диплом, Дора з Москви виїхала в Україну. Тут вона знайшовши роботу в дитячому театрі «ТЮЗ» у Києві. До 1940 року, використовуючи війну як привід, Сталін закрив більшість театрів на мові їдиш. Це та Друга світова війна змусила її переїхати до Казахстану. У Джамбулі Дора успішно пройшла прослуховування для казахського театру. З ним вона гастролювала в Узбекистані та Таджикистані. Тут вона зустріла Самуїла (Сема) Вассермана, польського біженця, з яким 8 березня 1943 року вона побралася. Їхня перша дочка, Елла народилася 19 січня 1944 року в Джамбулі.
Вассермани пережили війну. Самйїл втратив одинадцять членів своєї родини, а Дора десятиліттями нічого не чула про свою родину. Маючи польське громадянство, Самуїл міг вивести родину з СРСР. Вассермани приєдналися до потоку біженців, що рухалися з одного транзитного табору в інший, нарешті прибувши до Відня. Дора Вассерман почала виступати для біженців у лікарні Ротшильда, створюючи програми та розважаючи в різних таборах для переміщених осіб. У 1947 році у Відні народилася їхня друга донька Брина.

## Прибуття до Канади
21 січня 1950 року Вассермани прибули до Монреаля. Маючи намір знайти роботу, Дора почала шукати собі місце, звернувшись до єврейських культурних і громадських організацій. Її діяльність була різноманітною, починаючи від декламації в школах, співу для організацій і виступів на фестивалях і з'їздах. Хоча її зв'язок із приїжджими та місцевими письменниками підтримувався щотижневими літературними вечорами, спираючись на свій досвід роботи з дитячим театром Тюза в Києві, вона також почала проводити майстер-класи з дитячого театру в Єврейській публічній бібліотеці Монреаля. Вассерман викладав уроки їдиш і познайомив молодих євреїв Монреаля з їдишомовним театром. Група обдарованої молоді, яку вона зібрала навколо себе, з часом перетворилася на кістяк її дорослої компанії, до якої вона залучила виконавців, щоб сформувати 1956 року їдишську драматичну групу. Її записала фольклористка Рут Рубін.

## Монреальський театр їдиш
1958 року вона заснувала те, що сьогодні називається Монреальським їдиш-театром Дори Вассерман. Завдяки підтримці коміка Гратьєна Геліна їй вдалося створити шоу для дорослих і дітей-любителів на мові ідиш. Між 1958 і 1963 роками Вассерман створила багато постановок, зокрема «Ганна Сенес» Аарона Мегеда, «Лотерея» Шолом-Алейхема та «Кідуш Гашем» і «Дядько Мойсей» Шолома Аша. До 1964 року, коли їдиш-театр, як аматорський, так і професійний, зникав у всьому світі, Вассерман вирішила, що її групі необхідно збільшити не лише обсяг репертуару, але й створити постійну сцену. У 1967 році постійним домом для їдиш-театру став нещодавно відкритий Центр мистецтв Саіді Бронфман. У 1968 році почалася співпраця між Вассерман і композитором Елі Рубінштейном, що зробило можливим динамічні, масштабні музичні комедії, які кинули виклик її групі та викликали захоплені відгуки як у публіки, так і у критиків.
Між 1974 і 1988 роками Вассерман працювала з Іцхаком Башевіс-Зінгером, адаптувавши шість його робіт для її театру, серед яких «На дворі мого батька» (1974), «Йентл» (1979), «Гімпель, дурень» (1982) і «Бал» (за мотивами «Джентльмена» Фрамполь) (1988). 1992 року динамічну постановку отримала версія Les Belles Soeurs на їдиш Мішеля Трамбле, що сприяло зміцненню зв'язків із французами Монреаля.
У 1992 році Дора Вассерман була нагороджена найвищою нагородою канадійського уряду для цивільних осіб: Орденом Канади. Вона створила багато класичних творів ідиш і перекладала сучасних авторів, зокрема Мішеля Трамбле. Після інсульту 1996 року вона офіційно передала керівництво Монреальським ідиш-театром своїй дочці Бріні.
Дора Вассерман померла в Монреалі 15 грудня 2003 року.
Хоча Вассерман не дожила до цього, її дочки Елла (яка живе в Ізраїлі) і Бріна (яка живе в Монреалі) допомогли відсвяткувати 50-річчя однойменного досягнення своєї матері.

## Книги
- Jean-Marc Larrue. «Le théâtre yiddish à Montréal» Éditions Jeu, 1996. (фр.)
- Cherney, Elena. “Feisty director refused to let the curtain fall on Yiddish.” National Post, July 9, 1999. (англ.)